# 琉球弧の先住民族会
琉球弧の先住民族会（りゅうきゅうこのせんじゅうみんぞくかい、Association of Indigenous Peoples in the Ryukyus略称AIPR）は、国際連合憲章と世界人権宣言の精神に則り、先住民族たる琉球・沖縄民族の各種権利回復、自己決定権（自決権・自治権）の保障、民族が受けたとする被害の補償などを求めるとして、設立された。会長は宮里護佐丸。

## 概要
沖縄県が置かれている諸般の問題解決における閉塞感を克服するため、ウチナーンチュが先住民族たる琉球・沖縄民族であるとの視点・認識に立ち、諸問題を解決していこうと主張している。また沖縄県の歴史教育、伝統文化、慣習などの再建・再構築を、琉球・沖縄民族として実施できるとする権利を要求している。
主な活動は国際連合先住民族作業部会、先住民族常設会議、人種差別撤廃委員会などへの働き掛けである。
当団体は、人権NGOも標榜している。

## 活動歴
- 1997年、松島泰勝が国際連合先住民作業部会（WGIP）にウチナーンチュとして参加して後、この団体の設立機運が高まったとした。
- 1999年2月、市民外交センターなどの協力で設立。
- 2007年9月21日、浦添市にNPO登録申請、同年12月7日承認。

　　2012年7月、国連ECOSOC(国際連合経済社会理事会)の特殊諮問資格 (Special Consultative Status)資格取得

## 会員資格
1879年以前に琉球に住んでいた者の子孫で、琉球人アイデンティティを持つ者。会の目的に賛同して、6ヶ月以上に亘って積極的に活動し、会費を払った者。また英語の語学力が要求される。これは国連での活動において英語が主言語であるためである。また、旅費などは自費である。

## 主な参加者
- 宮里護佐丸（会長）
- 当真嗣清
- 親川裕子
- 平良識子（沖縄社会大衆党、那覇市議会議員）